# Klumpig kornlöpare
Klumpig kornlöpare (Amara aulica) är en skalbaggsart som beskrevs av Georg Wolfgang Franz Panzer. Klumpig kornlöpare ingår i släktet Amara och familjen jordlöpare. Arten är reproducerande i Sverige. Inga underarter finns listade i Catalogue of Life.

## Bildgalleri

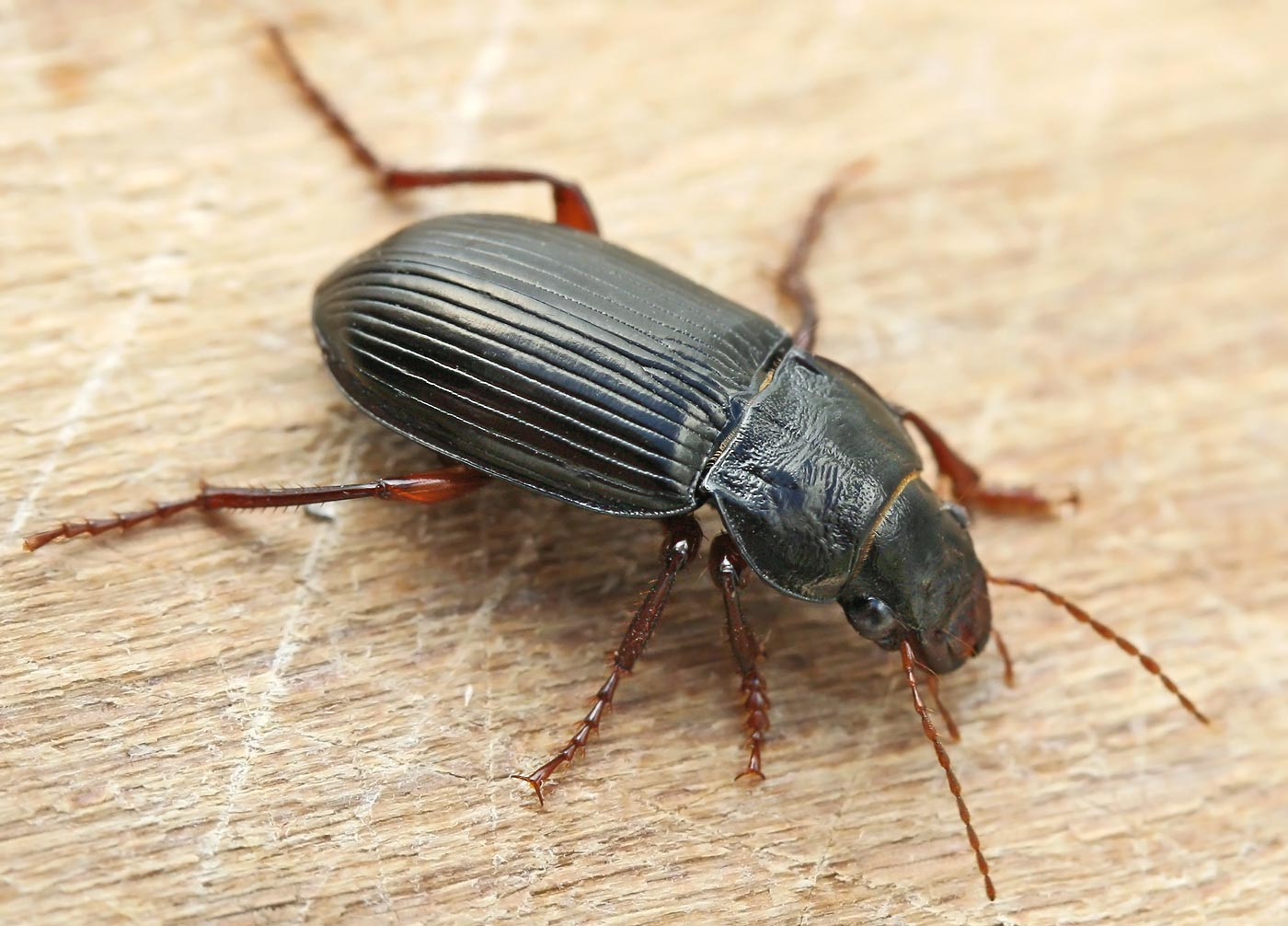
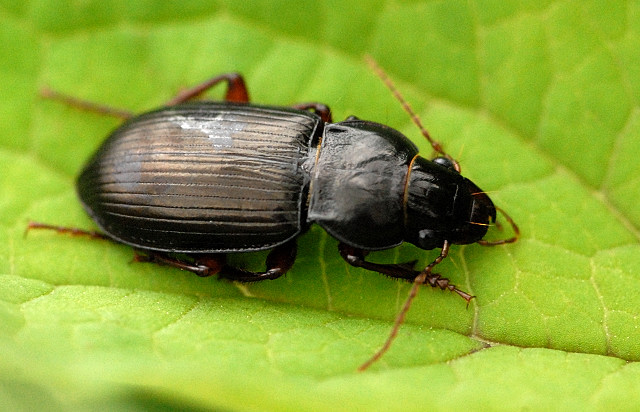
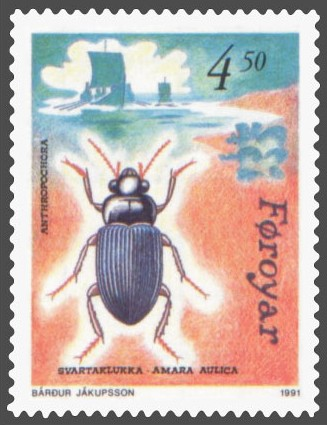
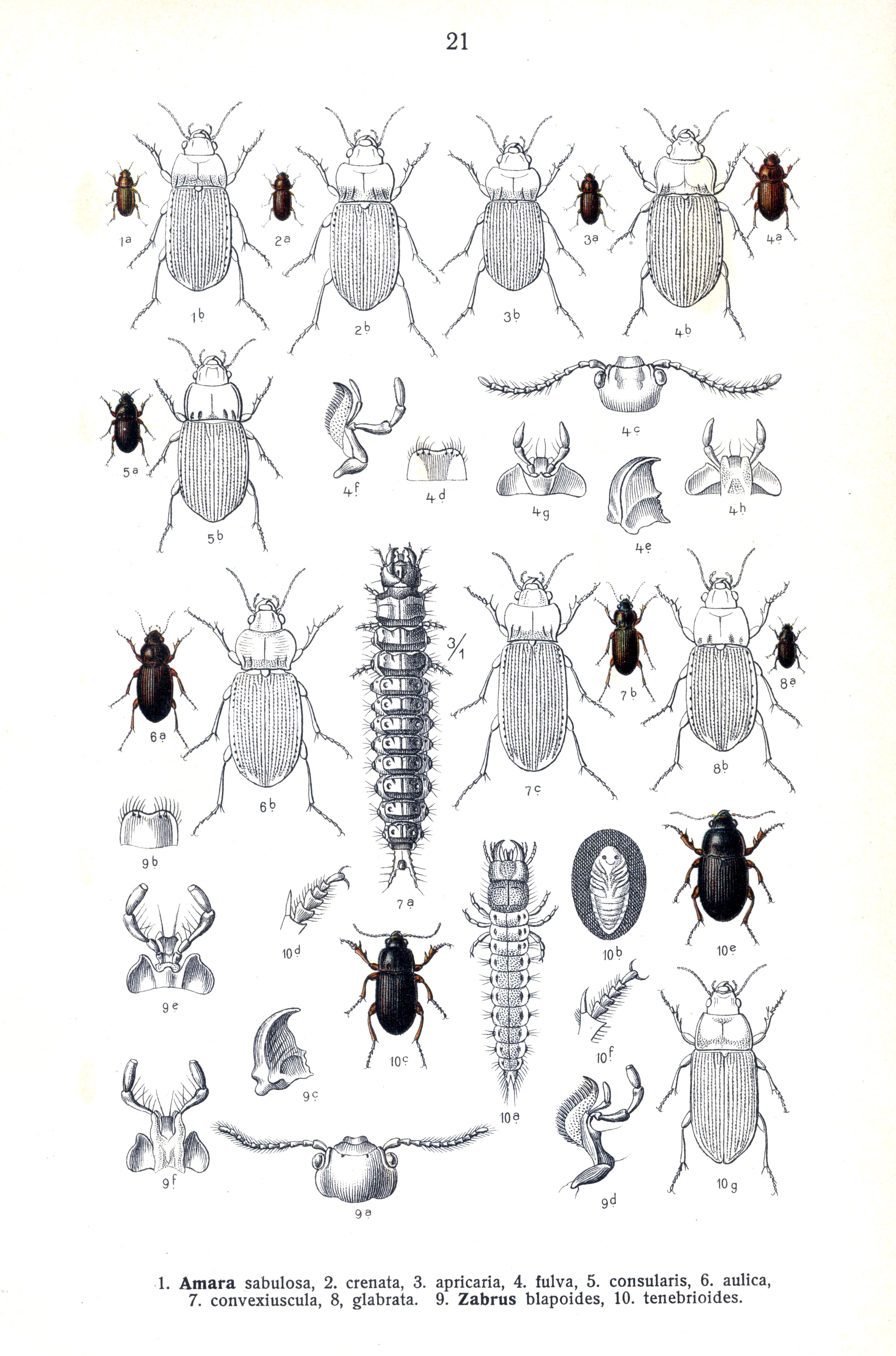
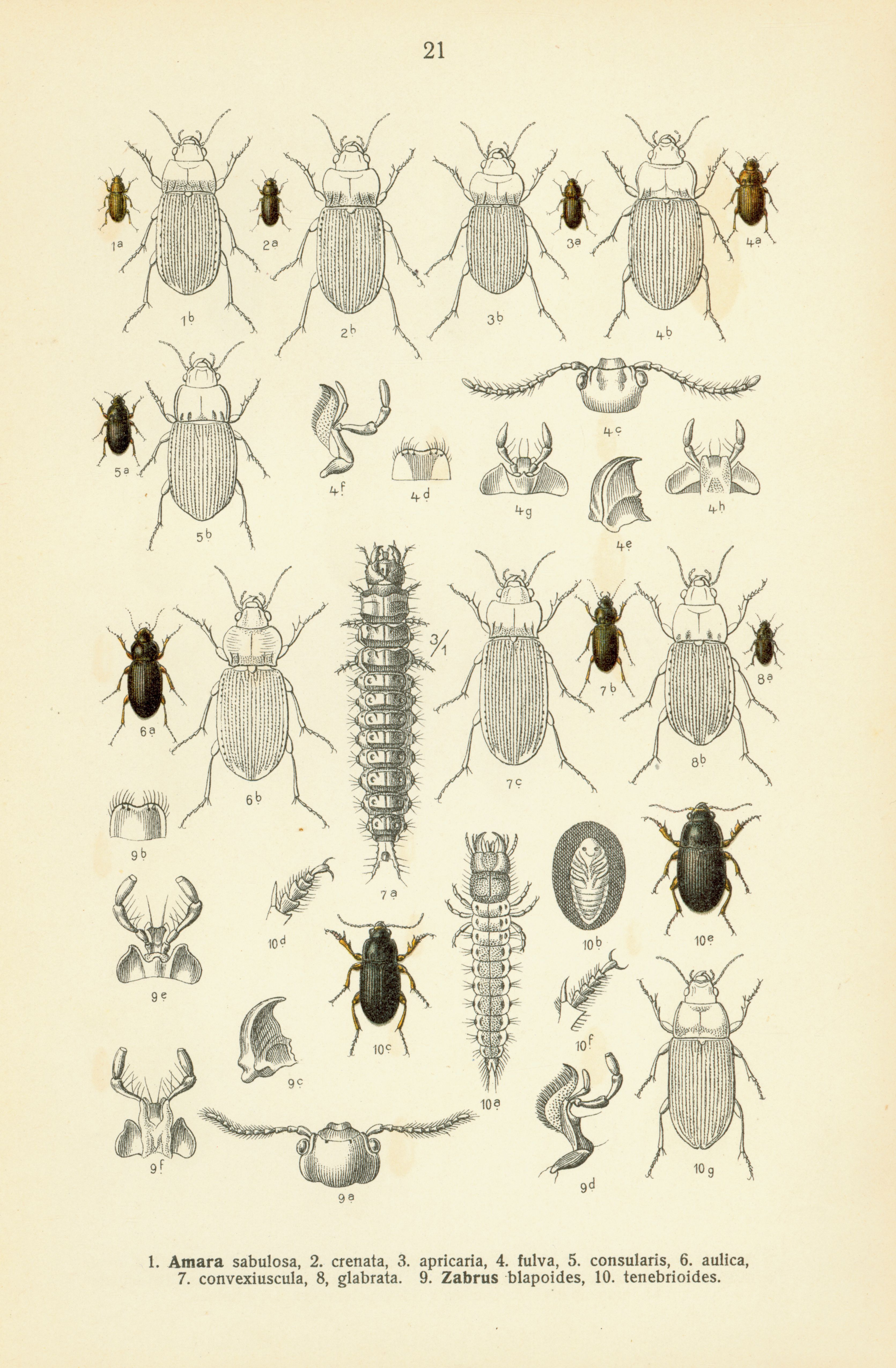